# مبارك حسن
مبارك حسن (مواليد 26 مارس 1987) لاعب كرة قدم إماراتي يجيد اللعب في الدفاع.
لعب سابقاً لأندية الفجيرة والوصل و عجمان والعروبة و حتا و الحمرية و مسافي .

## روابط خارجية
- مبارك حسن على موقع قاعدة بيانات كرة القدم.إي يو (الإنجليزية)
- مبارك حسن على موقع Soccerway.com (الإنجليزية)
- مبارك حسن على موقع كووورة